# محی‌الدین فاضل هرندی
محی الدین فاضل هرندی (زاده ۱۳۱۳ در هرنداصفهان - درگذشته ۱۳۸۵ در قم)، از روحانیون شیعه، استادان حوزه علمیه و از فعالان و زندانیان سیاسی قبل از انقلاب به شمار می‌رفت، او سه دوره نمایندهٔ مجلس شورای اسلامی بود.

## ابتدای زندگی و تحصیل
فاضل هرندی در سال ۱۳۱۳ در هرند به دنیا آمد. در سال ۱۳۲۲ به همراه خانواده، به اصفهان مهاجرت کرد و ادبیات و مقدمات را نزد پدرش که از علمای تراز اول آن دوره در حوزه علمیه اصفهان به شمار می‌رفت، آموخت. سپس در سال ۱۳۳۰ به قم رفت و تا سال ۱۳۳۷ به تحصیل پرداخت.
هرندی دایی مصطفی تاج‌زاده است.

## استادان
فاضل هرندی نزد استادانی از جمله روح‌الله خمینی، سید حسین بروجردی، سید محمد محقق داماد، سید محمدرضا گلپایگانی، محمدعلی اراکی و بسیاری از علمای دیگر حوزه علمیه قم و اصفهان درس خوانده است.

## اجازات
فاضل هرندی از چندین استاد و علمای عصر خود اجازه اجتهاد داشت. از جمله: سید محمدرضا گلپایگانی، سید علی خامنه‌ای و حسینعلی منتظری

## درگذشت
فاضل هرندی در ۲۷ اردیبهشت ۱۳۸۵ در شهر قم به علت بیماری کبد در گذشت و پیکرش پس از اقامه نماز توسط  حسین وحید خراسانی در حرم فاطمه معصومه به خاک سپرده شد.

## پیام تسلیت
در پی فوت وی، رهبر جمهوری اسلامی درگذشت وی را تسلیت گفت. متن این تسلیت به شرح زیر می‌باشد:
بسم الله الرحمن الرحیم
درگذشت مرحوم مغفور حجت الاسلام و المسلمین آقای حاج شیخ محی الدین فاضل هرندی رحمه الله علیه را به خانوادهٔ محترم و فرزندان مکرم ایشان و نیز به همهٔ علاقمندان وارادتمندان آن عالم خدوم و مجاهد تسلیت می‌گویم، ایشان عمری را در خدمت انقلاب و نظام جمهوری اسلامی و حوزه‌های علمیه گذرانیدند، و امید است خدمات ایشان در نزد حضرت حق جل و علا مشکور و روح ایشان مشمول مغفرت و رحمت‌الهی باشد.
سید علی خامنه‌ای
۲۷/اردیبهشت/۱۳۸۵

## آثار
- مجموعه ۱۴ جلدی ترجمه و شرح المکاسب
- حریم در فقه شیعه
- کتاب انفال

## فعالیت سیاسی
- دو دوره نمایندگی مجلس خبرگان رهبری
- نمایندگی مجلس شورای اسلامی در دورهٔ اول[۳] (در حوزهٔ انتخابیهٔ اقلید)، دوم[۴] و سوم[۵] (در حوزهٔ انتخابیهٔ اصفهان)
- رئیس هیئت مدیره و عضو هیئت امنای دفتر تبلیغات اسلامی حوزه علمیه قم
- رئیس اتحادیه انجمن‌های اسلامی دانشجویان در اروپا
- عضو شورای مرکزی حزب جمهوری اسلامی